# 高桥名人之冒险岛系列
高桥名人之冒险岛（又译作），是由Hudson Soft制作和发行的一系列平台動作游戏。本系列游戏根据世嘉作品《神奇男孩》的主人公改编而来，並以當時任職Hudson Soft宣傳部門的高橋名人為原型推出。
雖然系列著作權於2012年3月1日Hudson Soft被併入科樂美數位娛樂後由科樂美繼承，但是因為涉及肖像權問題（高橋名人於2011年從Hudson Soft離職，當時是科樂美的全資子公司），所以自2010年推出《高橋名人之冒險島Quest》後系列就沒有任何新作。

## 系列作品
- 高橋名人之冒險島（1986年9月12日發售，FC）
- 高橋名人之冒險島（1986年9月12日發售，MSX）
- 高橋名人のBugってハニー（1987年6月5日發售，FC）
- 高橋名人之冒險島II（1991年4月26日發售，FC）
- 高橋名人之大冒險島（1992年1月11日發售，SFC）
- 高橋名人之冒險島II（1992年3月6日發售，美國版本標題：Adventure Island，GB）
- 高橋名人之新冒險島（1992年6月26日發售，PC Engine）
- 高橋名人之冒險島III（1992年7月31日發售，FC）
- 高橋名人之冒險島III（1993年2月26日發售，美國版本標題：Adventure Island 2，GB）
- 高橋名人之冒險島IV（1994年6月24日發售，FC）
- 高橋名人之大冒險島II（1995年1月3日發售，SFC）
- 高橋名人之冒險島（2002年6月24日發售，iアプリ）
- ハドソンセレクションVol.4 高橋名人の冒険島（2003年12月18日發售，NGC、PS2）
- 高橋名人之冒險島（2004年2月5日發售，EZアプリ）
- 高橋名人之冒險島（2004年4月28日發售，Vアプリ）
- ファミコンミニ17. 高橋名人の冒険島（2004年5月21日發售，GBA）
- 新高橋名人之冒險島（2004年8月2日發售，FOMA）
- ハドソンベストコレクション Vol.6 冒険島コレクション（2006年1月19日發售，GBA）
- ガチャはし名人の冒険島（2007年12月10日，iモード）
- Super高橋名人之冒險島（2008年1月21日發售，iモード）
- パチンコ 高橋名人の冒険島（2008年6月2日發售，Yahoo!ケータイ）
- 高橋名人之冒險島Wii（2010年4月7日發售，WiiWare）
- 高橋名人の冒険島クエスト（2010年8月18日發售，iモード）